# An-Niha (Tartus)
An-Niha (arab. النيحا) – miejscowość w Syrii, w muhafazie Tartus. W 2004 roku liczyła 1182 mieszkańców.